# Aktinomycety
Aktinomycety (Actinomycetota, podle staršího názvosloví Actinobacteria) nebo také aktinobakterie je významný kmen grampozitivních bakterií. Patří k nejběžnějším zástupcům mikrobiálního života v půdě. Hrají důležitou roli v rozkladu organických látek (celulóza, chitin) a proto jsou součástí koloběhu uhlíku v přírodě a tvorby humusu.
Některé aktinomycety mohou způsobovat i onemocnění (Mycobacterium, Corynebacterium, Nocardia, Rhodococcus, Streptomyces), u některých (zejména Streptomyces) naopak bylo objeveno mnoho přírodních antibiotik (aktinomycin). U rodu Frankia je známá schopnost vázat dusík.
Některé aktinomycety tvoří vláknité kolonie, které připomínají mycelium hub. Proto byly dříve aktinobakterie řazeny k houbám. Většina aktinomycet je aerobních.

## Rekordmani
V sibiřském permafrostu byly objeveny dosud živé aktinomycety, jejichž stáří je odhadováno na 400 000 až 600 000 let. Byly tedy živé již v době, kdy ještě neexistoval druh Homo sapiens a rozšířeným druhem byl mamut srstnatý (Mammuthus primigenius).

## Významné rody
- Actinomyces
- Arthrobacter
- Corynebacterium
- Frankia
- Micrococcus
- Micromonospora
- Mycobacterium
- Nocardia
- Propionibacterium
- Streptomyces